# 猿谷要
猿谷 要（さるや かなめ、1923年7月19日 - 2011年1月3日）は、日本のアメリカ史研究者。東京女子大学名誉教授。

## 略歴
東京三河島生まれ。
開成中学、第二高等学校 (旧制)から陸軍航空隊航空兵より復員ののち、1948年、東京大学西洋史学科卒業。1956年、同大学院博士課程単位取得。ハーバード大学、ハワイ大学、コロンビア大学の客員研究員を経て、1971年、東京女子大教授となる。同大学短期大学部長、現代文化学部長を歴任、のち放送大学客員教授、日本広告審査機構審査委員。1992年、東京女子大を定年退職、駒沢女子大学教授。
2011年1月3日午前8時22分、前立腺癌のため死去。

## 業績
米国史、特に黒人史研究の草分けで多数の著書がある。
テレビ・ラジオを始めマスコミにも多く登場。エッセーでも親しまれた。
敵として戦った米国を知るべく研究を始め、黒人、少数民族などの視点から米国史を研究、夫婦で頻繁に米国を歩き回り、これを一般向けの軽快な語り口で広めた。近年の『ハワイ王朝最後の女王』は小説仕立てで、リリウオカラニ女王が地位を追われるさま、ハワイ島を白人の国である米国がいかにして侵略したか記述したもので、「真珠湾」の成り立ちを知る意味でも重要な書物である。

## 著書

### 単著
- アメリカ発展小史 三和書房 1956
- アメリカの黒人 その苦難の歴史 弘文堂 1964
- アメリカンニグロの歴史 あぽろん社 1964
- リンカーン精神 アメリカ民主主義百年の吟味 弘文堂 1965
- アメリカ史概説 あぽろん社 1965
- アメリカ黒人解放史 サイマル出版会 1968
- 大西部への道 人物往来社 1968 (世界のドキュメント)
- 生きているリンカーン 東京リンカーンセンター 1971
- アメリカ多数派の理想 文藝春秋 1972
- 現代アメリカの源流 病める大国 三省堂新書 1972
- 現代の幌馬車 アメリカ考現旅行 朝日新聞社 1973
- 生活の世界歴史 9 新大陸に生きる 河出書房新社 1975、河出文庫　1992
- イエスタデイ&トゥデイ 星条旗200年物語 朝日新聞社 1977
  - 改題「アメリカ歴史の旅」、朝日選書　1987
- アメリカ大西部 新潮選書 1978
- アメリカ南部の旅 岩波新書 1979
- 西部開拓史 岩波新書 1982
- リンカーン 国土社 1983
- トム・ソーヤーのアメリカ 大河ミシシッピに開拓史を遡る旅 森谷トラベル・エンタプライズ(トラベルジャーナル新書) 1983
- アメリカ論 北米 放送大学 1986
- 日米関係-過去・現在・未来 第一法規出版東海支社 1987
- アメリカ合衆国と私たち 1990年代への視点 朝日選書 1989
- クジャクになった日本人 日米心理摩擦の背景 光文社(カッパ・ホームス) 1989
- 物語アメリカの歴史 超大国の行方 中公新書 1991
- 世界の都市の物語 2 ニューヨーク 文藝春秋 1992、文春文庫　1999
- 北アメリカ 朝日新聞社 1992 (地域からの世界史 第15巻)
- キング牧師とその時代 日本放送出版協会（NHKブックス）1994
- ミシシッピ川紀行 文藝春秋 1994.11
- 世界の都市の物語 15 アトランタ 文藝春秋 1996
- この一冊でアメリカの歴史がわかる! 三笠書房 1998
  - 改題「検証アメリカ500年の物語」、平凡社ライブラリー 2004
- 歴史物語・アフリカ系アメリカ人  朝日選書 2000
- 遥かなアメリカ ある歴史家の回想 実業之日本社 2000
- アメリカの風 実業之日本社 2002
- ハワイ王朝最期の女王 文春新書 2003
- アメリカを揺り動かしたレディたち NTT出版 2004
- アメリカよ、美しく年をとれ 岩波新書 2006
- アメリカ黒人解放史 二玄社 2009

### 共編著
- アメリカ古典文庫19 黒人論集 研究社 1975
- アメリカ東西南北 有斐閣選書 1980
- 大和魂と星条旗 日系アメリカ人の市民権闘争史 トマス・K.タケシタ共著 朝日選書 1983
- カリフォルニア・リポート その無限の可能性をさぐる 我妻洋共編 有斐閣選書 1985
- アメリカの社会 変貌する巨人 弘文堂 1992
- アメリカ史重要人物101 新書館 1997
- アメリカの歴史 槐一男共編 ほるぷ出版 全4巻 1998
- アメリカ大統領物語 新書館 2002
- アメリカよ! 弘文堂 2003

### 翻訳
- ハウランド家の人びと シャーリー・アン・グロウ 弘文堂 1966
- リンカーン名言集 ポプラ社 1968
- 黒人の進む道 マーチン・ルーサー・キング サイマル出版会 1968
- ジム・吉田の二つの祖国 ジム・吉田、ビル・細川 森田幸夫共訳 文化出版局 1977
- アメリカ西部開拓史 スコット・スティードマン 清水真里子共訳 三省堂 1994